# Iditarod (Alaska)
Iditarod ist eine Geisterstadt in der Yukon-Koyukuk Census Area im Westen des US-Bundesstaates Alaska.

## Geografie
Iditarod liegt an einem hufeisenförmigen See, der einst eine Flussschleife des hier sehr stark mäandernden Iditarod River war.

## Geschichte
Den Namen hat Iditarod vom gleichnamigen Fluss. Dieser seinerseits hat den Namen vom athapaskischen Wort Haidilatna, dem Namen eines Dorfes der Ingalik.
Am Weihnachtstag des Jahres 1908 fanden die Goldsucher John Beaton und W.A. „Bill“ Dikeman am Otter Creek, einem Zufluss des Iditarod River Gold. Im darauffolgenden Sommer kamen Goldsucher den Yukon und den Iditarod hinauf und gründeten zunächst Flat.
Iditarod selbst wurde am 1. Juni 1910 gegründet, als das Dampfschiff Tanana hier anlegte. Es wurde in den nachfolgenden Jahren als Orientierungs- und Ausgangspunkt für den nun folgenden Goldrausch. Mehrere Siedlungen entstanden im Umkreis, darunter Discovery, Otter, Dikeman und Willow Creek. Iditarod wurde schnell zu einer richtigen Goldgräberstadt mit Hotels, Bars, Bordellen, drei Zeitungen (von denen nur eine ein Jahr überlebte), einer Bank, Strom, Telefonen und sogar einer Eisenbahn nach Flat.
1930 waren die Goldvorräte in Iditarod erschöpft und die Goldsucher weitergezogen, viele von ihnen nach Flat. Die Häuser haben sie mitgenommen, womit in Iditarod nur ein einzelnes Haus und ein paar Ruinen zurückgeblieben sind. Der betonierte Tresor der Bank ist das einzige, was vom Geldinstitut übrig geblieben ist.
Vom Ort Iditarod haben der Iditarod Trail und das Iditarod-Hundeschlittenrennen ihren Namen. Iditarod liegt auf der Südroute dieses berühmtesten Schlittenhunderennens.